# Hiroyasu Ibata
Hiroyasu Ibata (jap. 井幡 博康 Ibata Hiroyasu; ur. 25 czerwca 1974) – japoński piłkarz występujący na pozycji pomocnika.

## Kariera klubowa
Od 1994 do 2001 roku występował w klubach Nagoya Grampus Eight, Honda i JEF United Ichihara.